# ボディーガード

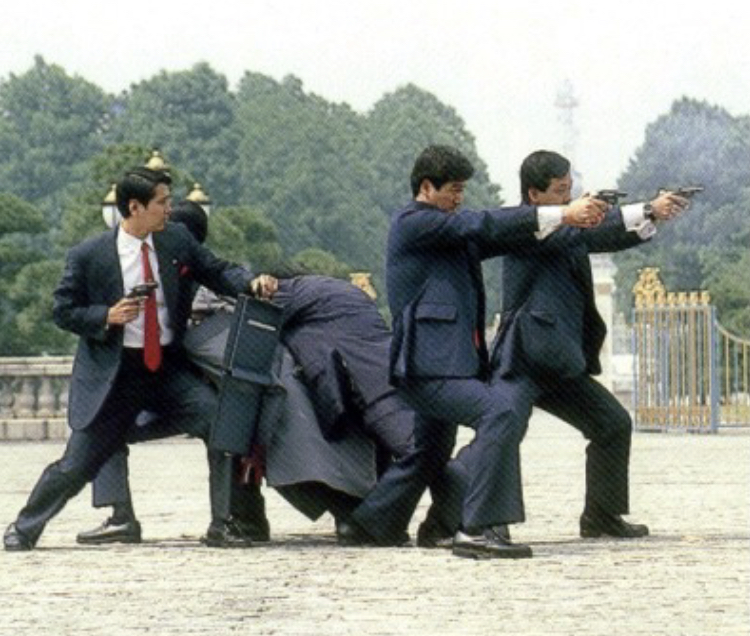
警視庁警備部警護課の訓練風景

ボディーガード（英: bodyguard）とは、要人を誘拐や暗殺などの脅威から守る職業の総称。また、バーやホテルなどの用心棒を指す場合もある。

## 概要
多くの場合、政府首脳や王族などの重要な公人は、警察や治安部隊による数人〜数十人の警護員によって警護されている。重要度の低い、もしくは襲撃の危険の少ない私人の場合は、運転手がボディーガードを兼ねている場合や、警備会社からボディーガード（警備員）を雇っていることもある。
公的な組織に所属している場合、「クロース・プロテクション・オフィサー(Close Protection Officer)」などと呼ばれる場合もある。
ボディーガードは、警護対象者を様々な攻撃や災害・事故・病気などから護ることを職務としている。そのため、プロのボディーガードは通常、職務上必要とされる格闘や武器の操法、応急手当などの能力を備えている。
日本では、民間のボディーガードは、警備業について定めた警備業法第二条一項四号の警備業務の一つとして規定されており、そのため警備業界では四号業務と呼ばれている。彼らの身分は警備員であって、現行犯でない逮捕や身体捜検及び職務質問といった一切の法的特権を有しない。また、警護の方法にも警備業法により様々な制約がある。例えば、所持できる道具は、都道府県公安委員会の認可を受けた特殊警棒や刺又などの非殺傷性防犯用品に限定されている。
警備会社が行うボディーガードは、格闘術や警戒監視能力などの各種技能と無線機や隠しカメラ等の装備を駆使して顧客に対する暴行や脅迫を抑止し、顧客の生命と財産を防護する。実際に襲撃があった場合は顧客と自分の保護に努め、万一顧客が受傷した場合には、応急救護処置を行いつつ救急車を手配することとなる。警備会社では、ボディガードが有する技能を活かした関連業務として、精神疾患を有する患者の外出や通院時の付き添いも請け負う。
芸能界や経済界における著名人の中にはボディーガードを雇っている者も多い。今日、ボディーガードに対する需要はとても高く、身辺警備専門の警備会社が数多く存在する。
ボディーガード（身辺警備・護衛）の国内教育訓練機関としては、世界最大の国際ボディーガード組織「IBA」（International Bodyguard Association＝国際ボディーガード協会；本部アイルランド）の日本支部が2007年に設立された他、2010年には別団体として国内に本拠地を置く「日本ボディーガード協会」も設立された。

## ボディーガードを行う組織・個人の例
- 鏢局 - 中国で旅の間の護衛・輸送を担ったサービス業。鏢師、鏢客が用心棒として同行した。
- 浪人 - 江戸時代でも治安の悪い地域では、村落単位で用心棒として雇った。
- 妓夫 - 江戸時代の売春婦である夜鷹などの護衛・客引き[3]。
- Minder（英語版） - 番人、口語でボディーガード、用心棒のこと[4]。また、外国人の世話と監視と護衛を行う外交の専門職。
- 馬廻 - 大将の馬の周囲（廻り）で警護を務めた。
- 江戸時代において書院番の小十人の番士が将軍などの護衛を務めた[5]。
- 親衛隊
- 近衛兵
  - 側近護衛官(マケドニア王の護衛兵)
  - プラエトリアニ - ローマ帝国皇帝を守るための部隊。ドイツ人だけの精兵は、Germanische Leibwache（ドイツ語版）
  - イェニチェリ - オスマン帝国の精鋭歩兵部隊

現代
- アメリカ合衆国シークレットサービス
- セキュリティポリス - 警視庁警備部警護課に所属する警官を指す[6]。
- 身辺警戒員 - 暴力団などの反社会的勢力から捜査協力者らを警護する組織犯罪対策課の警官を指す[7]。
- 皇宮護衛官 - 皇族の護衛を行う。

## ボディーガードを主題とした作品
- 用心棒 - 日本古来のボディーガードを扱った映画。
- ボディガード (1992年の映画) - ホイットニー・ヒューストンの歌う主題歌「オールウェイズ・ラヴ・ユー」で知られる。
- ターゲット・ブルー - 1994年公開のユン・ケイ監督の香港映画。主演はジェット・リー。
- 不機嫌な赤いバラ - 1994年公開のヒュー・ウィルソン監督のアメリカ映画。主演はニコラス・ケイジ。
- マルタイの女 - 1997年の伊丹十三監督の映画。『ミンボーの女』公開後の、伊丹へ対する山口組系後藤組構成員による襲撃事件で、自身が「マルタイ」（警護対象者）になった経験がヒントになっている。
- トランスポーター2